# 24 Гончих Псов
24 Гончих Псов (лат. 24 Canum Venaticorum), HD 118232 — одиночная звезда в созвездии Гончих Псов на расстоянии приблизительно 185 световых лет (около 56,8 парсек) от Солнца. Визуальная звёздная величина звезды — +4,671m. Возраст звезды определён как около 612 млн лет.

## Характеристики
24 Гончих Псов — белая звезда спектрального класса A3, или A4V, или A5V. Масса — около 2,393 солнечной, радиус — около 3,035 солнечного, светимость — около 41,5 солнечной. Эффективная температура — около 8248 K.

## Планетная система
В 2019 году учёными, анализирующими данные проектов Hipparcos и Gaia, у звезды обнаружена планета HIP 66234 b.